# Animal Diversity Web
A Animal Diversity Web é uma base de dados online com informações sobre animais organizada pelo Museu de Zoologia da Universidade de Michigan.
Possui informações sobre taxonomia, biologia e fotos para centenas de espécies ou grupos sistemáticos.